# Rhytidognathus ovalis
Rhytidognathus ovalis is een keversoort uit de familie van de loopkevers (Carabidae). De wetenschappelijke naam van de soort is voor het eerst geldig gepubliceerd in 1831 door Pierre François Marie Auguste Dejean.